# Rgvéda
Rgvéda (v dévanágarí ऋग्वेद) je sanskrtský výraz složený ze slovního kořenu rč (modlitba, verš) a véda (vědění). Rgvéda je nejstarší z hymnických textů véd komponovaný v letech 1500 až 1000 př. n. l. a sepsaný v letech 800 až 600 př. n. l. Patří do skupiny védské literatury nazývané šruti (to, co bylo zřeno). Skládá se z 1017 hymnů (súkta) zařazených do 10 knih (mandal) nebo do 8 oddílů (aštak). Za poslední hymnus osmé mandaly se řadí 11 válakhilja hymnů, takže celkem je 1028 hymnů, které obsahují 10552 strof. Celý Rgvéd obsahuje 165007 slov a 432000 slabik, které jsou metricky uspořádány. Podle tradice se autorství Rgvédy připisuje škole šákalovců.

## Historické souvislosti

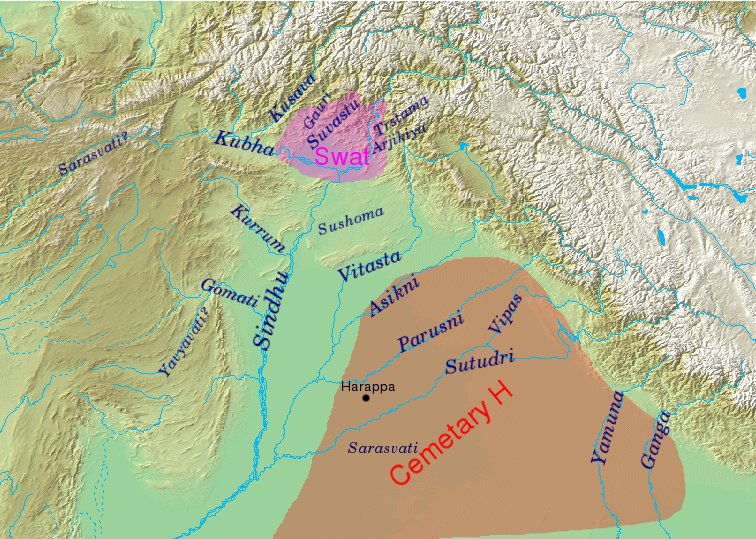
Geografické umístění Rgvédy

Rgvéda zaznamenává nejstarší období védské civilizace a je velice těžké zařadit ho do přesného období vzniku. Tyto hymnické texty se učily nazpaměť v rodinách bráhmanů a jejich písemná podoba vznikla mnohem později. Filologické a lingvistické doklady dokazují, že Rgvéda je jeden z nejstarších spisů v tradici indo-evropských národů a byla vytvořena v zemi sedmi řek (sapta sindhu), v nynějším indickém spolkovém státě Paňdžáb někdy v letech 1700–1100 př. n. l. Velmi podobná indo-árijštině je antická íránština, jinak také avestánština, která je od indo-árijštiny prakticky nerozeznatelná. Podle některých indologů pocházejí nejstarší texty psané staroindickým nebo také védským sanskrtem z doby 2000 př. n. l. patřící k Andronovo (také Sintašta) archeologickým kulturním celkům z pozdní doby bronzové.

### Árjové
Rgvéda a další védské texty jsou především duchovním odkazem indických Árjů. Některé hymny Rgvédy jsou vykládány jako vzpomínky na příchod Árjů do severní Indie a jsou odrazem vzájemného střetávání různých kmenů Árjů. Klasickým pojmem kulturního dědictví íránských a indických Árjů je sóma – opojný nápoj používaný při rituálech. Tento nápoj se připravoval lisováním sómové byliny, jejíž šťáva se míchala s mlékem.

### Íránská Avesta
Jazyk Rgvédy je blízký jazyku íránské Avesty, který je především památkou mazdaismu, náboženství vytvořeného Zarathuštrou, které ale není identické s tradicemi indických Árjů a je odvozeno od Proto-indo-íránských dob. Podle teorie árijské invaze na indický subkontinent, se védským sanskrtem mluvilo ve druhém tisíciletí př. n. l. v na severovýchodě jižní Asie. Vznik Rgvédy spadá do pozdní doby bronzové, 1700 - 1100 př. n. l. a je také jediným literárním příkladem tohoto historického období pravěku.

## Obsah
Rgvédské hymny jsou věnovány různým božstvům a oslavují jejich hrdinské činy. Nejvíce jmenovaný je Indra, král bohů, který porazil démony Vrtru a Valu; Agni - obětní oheň a posel bohů; Sóma - posvátný obětní nektar nebo personifikovaná postava božstva Sómy; Varuna, Mitra, Arjaman, Bhaga, Dakša, Anša, Savitr, Rávi - 7 áditjas (božstev) s různými specifickými vlastnostmi; Ušas, Višnu, Rudra, Púšan, Brhaspati, Brahmanaspati - (asurové) s různými specifickými vlastnostmi; Djaus (nebe), Prthiví (země), Súrja (slunce), Váju (vítr), ápas (voda), Pardžanja (déšť), Saptasindhu (sedm řek), Ašvinové (dva jezdci na koních), Marutové (bozi bouře) - božstva představující různé přírodní děje; Rbhuové a Višvadévové - polobozi; Jama - bůh smrti; a jiní.
Hymny získali (zřeli) ršiové, kteří jsou na začátku každého hymnu jmenováni. Většina strof jednoho hymnu patří jednomu ršiovi, a knihy (mandaly) 2 - 7 patří k 7 hlavním brahmánským rodům, kteří zřeli 95 % všech strof, včetně áprí strof (zvířecí obětní rituály).
| Brahmánský rod | Rši                       | Božstvo                                            | Nejvíce strof |
| -------------- | ------------------------- | -------------------------------------------------- | ------------- |
| Grtsamadů      | Grtsamada                 | Agni, Indra, Brhaspati aj.                         | 2. mandala    |
| Višvámitrů     | Višvámitra, Džamadagni    | Agni, Indra, sapta-sindhu aj.                      | 3. mandala    |
| Vámadévů       | Vámadéva                  | Agni, Indra aj.                                    | 4. mandala    |
| Atrijovců      | Atri, Šjávášva            | Agni, Indra, Marutové, Mitra, Varuna, Ašvinové aj. | 5. mandala    |
| Bharadvádžů    | Bharadvádža               | Agni, Indra, Půšan aj.                             | 6. mandala    |
| Vašišthovců    | Vašitha                   | Agni, Indra aj.                                    | 7. mandala    |
| Kánvů          | Kánva, Vatsa, Sóbhari aj. | Agni, Indra aj.                                    | 8. mandala    |

### Struktura
Rgvédasanhitá je soubor 10 knih (mandal) nebo 8 oddílů (anuvák), rozdělených do 1028 hymnů (súkt), které obsahují 10552 strof (stanz), jejichž součásti jsou verše (pada). Každý verš (pada) má určité metrické složení závislé na počtu slabik - džagati (12), trištubh (11), virádž (10), gájatrí (8), anuštubh (8). Všechny rgvédské strofy obsahují dohromady 165007 slov a podle Šatapatha bráhmana má Rgvéda 432000 slabik (trvání 1 kalijugy). Označení pro první slova Rgvédy: agnim ílé puróhitam je: 1.1.1a (první mandala, první hymna, první strofa, pada 'a').
1. mandala obsahuje 191 hymnů a 2006 strof
Je připisována 15 různým ršiům z různých rodů: Šunašépa, Hiranjastůpa, Savja, Kutsa a dalším a z božstev je nejvíce uctíván Agni a Indra.
2. mandala obsahuje 43 hymnů a 429 strof
Je připisována rši Grtsamada a božstvům Agni, Indra a dalším.
3. mandala obsahuje 62 hymnů a 617 strof
Je připisována ršiům Višvamitra, Džamadagni a božstvům Agni, Indra, sapta-sindhu a dalším.
4. mandala obsahuje 58 hymnů a 589 strof
Je připisována rši Vámadéva a božstvům Agni, Indra a dalším.
5. mandala obsahuje 87 hymnů a 727 strof
Je připisována ršiům Atri, Šjávášva a božstvům Agni, Indra, Marutové, Mitra, Varuna, Ašvinům a dalším.
6. mandala obsahuje 75 hymnů a 765 strof
Je připisována rši Bharadvádža a božstvům Agni, Indra, Půšan a dalším.
7. mandala obsahuje 104 hymnů a 841 strof
Je připisována rši Vašitha a božstvům Agni, Indra a dalším.
8. mandala obsahuje 103 hymnů a 1716 strof
Je připisována ršiům Kánva, Vatsa, Sóbhari a dalším a božstvům Agni, Indra a dalším.
9. mandala obsahuje 114 hymnů a 1108 strof
Všechny hymny deváté knihy jsou určeny Sóma Pavamana.
10. mandala obsahuje 191 hymnů a 1754 strof
Je připisována 25 různým ršiům. Hymny se obracejí k různým božsvům a věnují se různým tématům, často dialogické hymny s různým obsahem. Jsou zde i hymny kosmogonické a kosmologické, spekulujících o počátku světa [13] a jeho genezi.[14]

### Rukopisy a díla

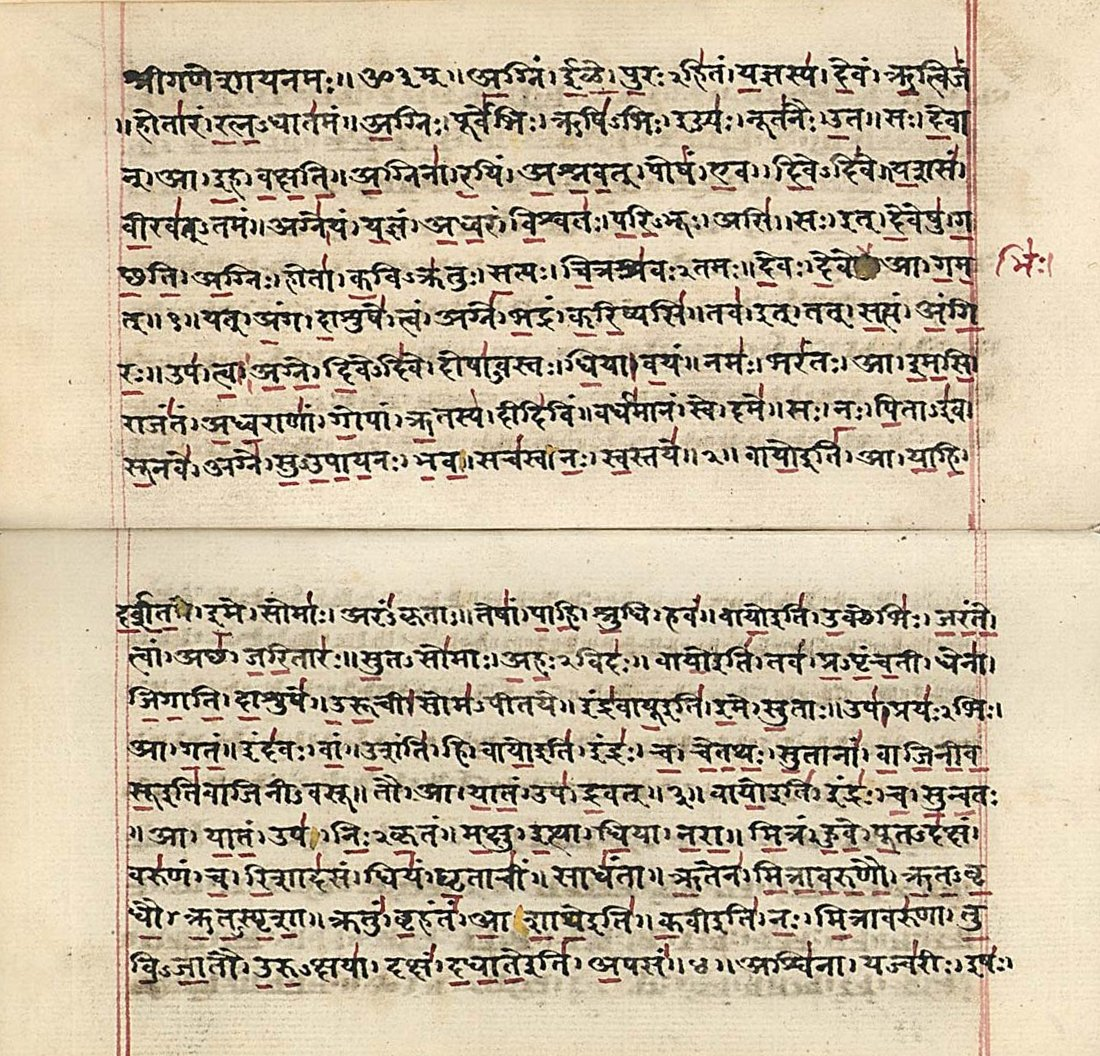
Rukopis Rgvédy psaný v dévanágarí začátkem 19. století

Bhandarkar Oriental Research Institute shromáždil v různých oblastech Indie (Kašmír, Gudžarat, Radžaputan aj.) 30 rukopisů Rgvédy a uložil je v Deccan College Post-Graduate and Research Institute (archeologie a lingvistika) v Puně (Indie). Jsou psány v šarada a dévanágarí na březové kůře a březovém papíře. V roce 2006 - 2007 nominovala Indie tyto rukopisy do programu UNESCO "Paměti světa". Německý filolog a lingvista Max Müller použil 24 těchto rukopisů při tvorbě 50 svazkového díla Sacred books of the East a stal se tím jedním ze zakladatelů novodobé indologie.
- Friedrich Max Müller, Editio princeps, The Hymns of the Rigveda, with Sayana's commentary, London, 1849-75, 6 vols., 2nd ed. 4 vols., Oxford, 1890-92.
- Theodor Aufrecht, 2nd ed., Bonn, 1877.
- Sontakke, N. S., ed. (1933-46,Reprint 1972-1983.), Rgvédasanhitá: Šrímatsájanáčárja-viračita-bhášja-samétá (První edice), Puna: Vaidika sanšódhana mandala.
- B. van Nooten und G. Holland, Rig Veda, a metrically restored text, Department of Sanskrit and Indian Studies, Harvard University, Harvard University Press, Cambridge, Massachusetts and London, England, 1994.

### Obětní rituál
Obětní rituál, jadžňa  (v dévanágarí यज्ञ ) je uctívání božstev (déva) jako důkaz oddanosti. V Rgvédě v 1.162 - 163 je popsáno obětní zasvěcení koně ašvamédha. Nejpodstatnější součástí každého védského rituálu je obětní oheň (agni), do kterého se obětiny pokládají. Podle védské tradice se všechno, co je vloženo do božského ohně (agni) dostane k bohům (déva). Tento princip je vyjádřen v první strofě Rgvédy: 
agnim ílé puróhitam jadžňasja dévam rtvidžam hótáram ratna dhátamam
Rgvéda 1.1.1